# Rafael Melo
Rafael Lucas Melo Chauvie (Juan Lacaze, 19 marzo 2000) è un calciatore uruguaiano, attaccante dell'Artigas.

## Caratteristiche tecniche
È un centravanti.

## Carriera
Cresciuto nel settore giovanile del Progreso, ha esordito in prima squadra il 20 aprile 2019 disputando l'incontro di campionato vinto 4-0 contro il River Plate (M).